# Marie Poledňáková

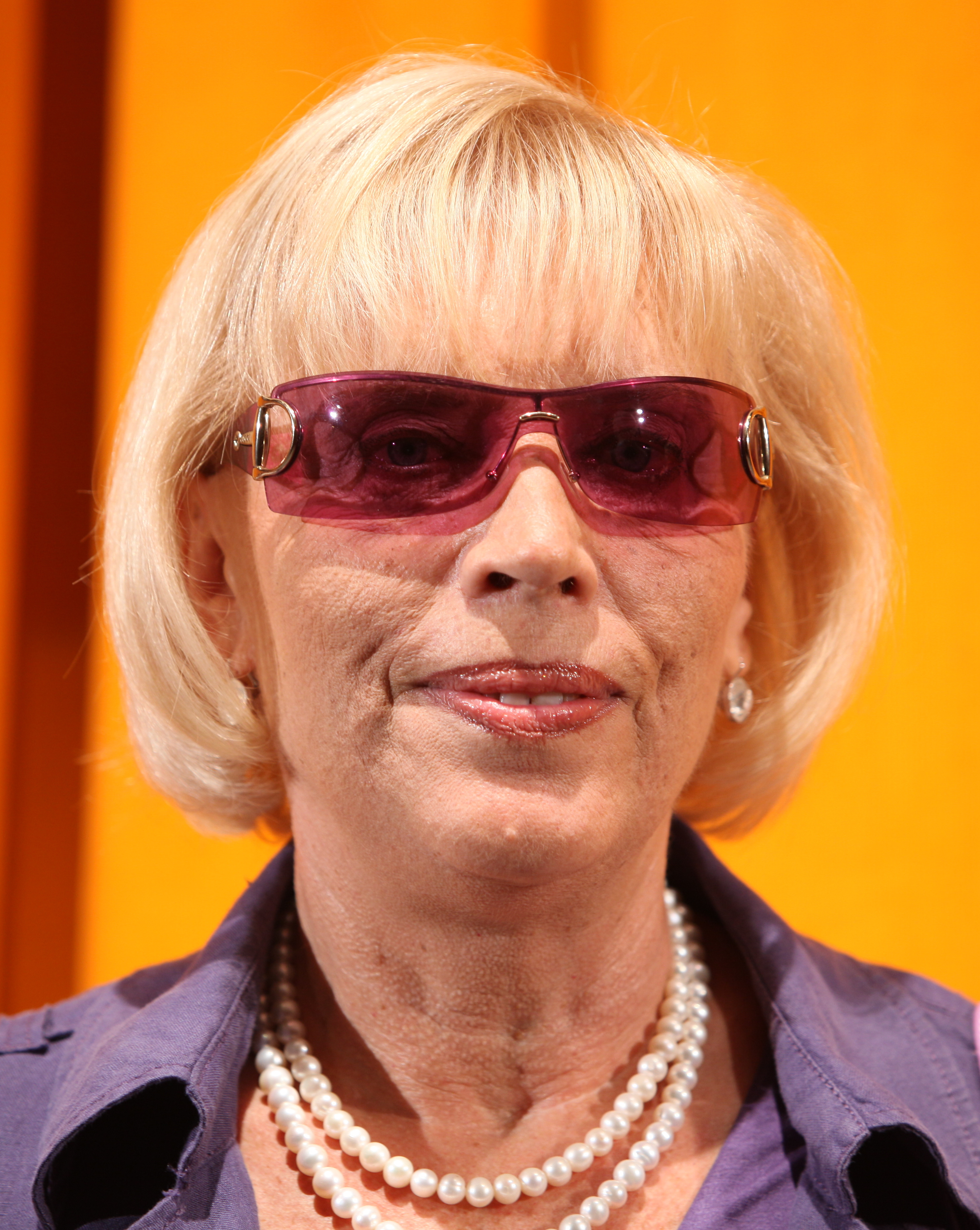
Marie Poledňáková, 2009

Marie Poledňáková (* 7. September 1941 in Strakonice; † 8. November 2022 in Prag) war eine tschechische Regisseurin, Drehbuchautorin und Medienunternehmerin.

## Leben
Poledňáková entstammt der Familie eines Universitätsprofessors. Mit 15 erlitt sie einen Autounfall, daraufhin auch eine Herzmuskelentzündung, die sie mehrere Monate ans Bett fesselte. Sie war mit dem tschechischen Musikwissenschaftler Ivan Poledňák (1931–2009) verheiratet, hatte einen Sohn. Ab 1961 arbeitete sie als Filmschaffende, zunächst als Assistentin von Jaroslav Dietl beim tschechischen Fernsehen. 1982 wechselte sie an die Filmstudios Barrandov. Im Jahre 1990 erhielt sie die erste Lizenz für eine private Fernsehfirma in der Tschechoslowakei (FTV Premiéra).

## Filmografie (Auswahl)
- 1973 Hliněný vozíček – Regie
- 1973 Otevřený kruh (TV) – Dramaturgie und Regie
- 1974 Královské usínání (TV) – Regie
- 1977 Wie man einem Wal den Backenzahn zieht (Jak vytrhnout velrybě stoličku) – Drehbuch und Regie
- 1978 Wie man den Vater in die Besserungsanstalt bekommt (Jak dostat tatínka do polepšovny) – Drehbuch und Regie
- 1980 Kotva u přívozu (TV) – Drehbuch und Regie
- 1982 Schneemänner mit Herz; Verweistitel: Mit dir gefällt mir die Welt (S tebou me baví svet) – Drehbuch und Regie
- 1981/87 Zahm für einen Sommer (Zkrocení zlého muže) – Drehbuch und Regie
- 1990 Chaos im Zoo (Dva lidi v zoo) – Drehbuch und Regie
- 2006 Jak se krotí krokodýli – Drehbuch und Regie
- 2009 Líbáš jako Bůh – Drehbuch und Regie
- 2012 Líbáš jako ďábel – Drehbuch und Regie